# MetroStars 2001
 Questa voce raccoglie le informazioni riguardanti il MetroStars nelle competizioni ufficiali della stagione 2001.

## Stagione
I MetroStars, guidati dall'ecuadoriano Octavio Zambrano, terminarono il campionato al 2º posto di Eastern Conference e al 6º nella classifica generale. Nei play-off si arresero in gara 3 ai LA Galaxy. Nella U.S. Open Cup la squadra perse all'esordio contro i Charleston Battery, club di A-League. Nell'ultima edizione di Coppa Merconorte i MetroStars furono eliminati alla fase a gironi, inclusi nello stesso gruppo dei colombiani del Millonarios vincitori del torneo. Proprio lo scontro diretto col club colombiano è stato oggetto di controversie in quanto il club si è lamentato sia della scarsa affluenza di pubblico, sia del fatto che la maggior parte di esso era composta da sudamericani residenti in Nordamerica.

## Maglie e sponsor
| Casa | Trasferta |

## Rosa
| N. |                        | Ruolo | Calciatore           |
| -- | ---------------------- | ----- | -------------------- |
| 2  | Stati Uniti (bandiera) | D     | Orlando Perez        |
| 3  | Stati Uniti (bandiera) | D     | Mark Semioli         |
| 5  | Stati Uniti (bandiera) | D     | Steve Jolley         |
| 6  | Stati Uniti (bandiera) | C     | Ross Paule           |
| 7  | Stati Uniti (bandiera) | C     | Mark Chung           |
| 8  | Stati Uniti (bandiera) | C     | Billy Walsh          |
| 9  | Colombia (bandiera)    | A     | Alex Comas           |
| 9  | Brasile (bandiera)     | C     | Gilmar               |
| 10 | Stati Uniti (bandiera) | C     | Tab Ramos (capitano) |
| 11 | Ecuador (bandiera)     | C     | Petter Villegas      |
| 12 | Stati Uniti (bandiera) | D     | Mike Petke           |

| N. |                        | Ruolo | Calciatore       |
| -- | ---------------------- | ----- | ---------------- |
| 13 | Stati Uniti (bandiera) | A     | Clint Mathis     |
| 14 | Colombia (bandiera)    | A     | Adolfo Valencia  |
| 15 | Ecuador (bandiera)     | A     | Martin Klinger   |
| 16 | Stati Uniti (bandiera) | C     | Richie Williams  |
| 17 | Colombia (bandiera)    | C     | Pedro Álvarez    |
| 18 | Stati Uniti (bandiera) | P     | Tim Howard       |
| 19 | Stati Uniti (bandiera) | C     | Miles Joseph     |
| 20 | Liberia (bandiera)     | A     | Michael Butler   |
| 21 | Stati Uniti (bandiera) | D     | Daniel Hernández |
| 22 | Brasile (bandiera)     | A     | Rodrigo Faria    |

## Risultati

### Major League Soccer

#### Play-off
| Arbitro: | Vaughn |

|               |           |           |
| Caligiuri 63’ | Marcatori | 29’ Faria |

| Arbitro: | Kenny |

|                                       |           |              |
| Faria 72’, 80’ Chung 75’ Valencia 83’ | Marcatori | 4’ Victorine |

| Arbitro: | Tamberino |

|                                                 |           |                   |
| Victorine 21’, 33’ Frye 56’ Cienfuegos 98’ (gg) | Marcatori | 49’, 66’ Villegas |

### U.S. Open Cup
| Arbitro: | Kokolski |

|                                               |           |               |
| Gilbert 47’ Conway 70’ Piesner 77’ Cozier 79’ | Marcatori | 90’ Hernández |

### Coppa Merconorte

#### Fase a gironi
| East Rutherford 8 agosto 2001 1ª giornata – Gruppo B     | MetroStars | 2 – 0 referto | Dep. Italchacao | Giants Stadium |
| \| \| \| \| \| Valencia 23’ Petke 47’ \| Marcatori \| \| |            |               |                 |                |
|                                                          |            |               |                 |                |
| Valencia 23’ Petke 47’                                   | Marcatori  |               |                 |                |

| Bogotà 29 agosto 2001 2ª giornata – Gruppo B                | Millonarios | 2 – 1 referto | MetroStars | Stadio Nemesio Camacho |
| \| \| \| \| \| Cano 1’, 31’ \| Marcatori \| 69’ Valencia \| |             |               |            |                        |
|                                                             |             |               |            |                        |
| Cano 1’, 31’                                                | Marcatori   | 69’ Valencia  |            |                        |

| East Rutherford 17 ottobre 2001 3ª giornata – Gruppo B | MetroStars | 2 – 0 A tavolino referto | Guadalajara | Giants Stadium |

| Caracas 24 ottobre 2001 4ª giornata – Gruppo B                       | Dep. Italchacao | 2 – 1 referto        | MetroStars | Stadio olimpico dell'Università Centrale del Venezuela |
| \| \| \| \| \| Díez 62’, 88’ \| Marcatori \| 55’ (aut.) C. García \| |                 |                      |            |                                                        |
|                                                                      |                 |                      |            |                                                        |
| Díez 62’, 88’                                                        | Marcatori       | 55’ (aut.) C. García |            |                                                        |

| East Rutherford 31 ottobre 2001 5ª giornata – Gruppo B | MetroStars | 0 – 1 referto | Millonarios | Giants Stadium (1 221 spett.) |
| \| \| \| \| \| \| Marcatori \| 90+2’ Viáfara \|        |            |               |             |                               |
|                                                        |            |               |             |                               |
|                                                        | Marcatori  | 90+2’ Viáfara |             |                               |

| Guadalajara 21 novembre 2001 6ª giornata – Gruppo B | Guadalajara | 0 – 2 A tavolino referto | MetroStars | Stadio Jalisco |

## Statistiche

### Statistiche di squadra
| Competizione        | Punti | Totale | Totale | Totale | Totale | Totale | Totale | DR |
| Competizione        | Punti | G      | V      | N      | P      | Gf     | Gs     | DR |
| ------------------- | ----- | ------ | ------ | ------ | ------ | ------ | ------ | -- |
| Major League Soccer | 42    | 26     | 13     | 10     | 3      | 38     | 35     | +3 |
| Play-off            | -     | 3      | 1      | 1      | 1      | 7      | 6      | +1 |
| U.S. Open Cup       | -     | 1      | 0      | 0      | 1      | 1      | 4      | -3 |
| Coppa Merconorte    | 9     | 6      | 3      | 0      | 3      | 8      | 5      | +3 |
| Totale              | -     | 36     | 17     | 11     | 8      | 54     | 50     | +4 |